# 觀塘中
觀塘中（英語：Kwun Tong Central，代號J2）是香港觀塘區議會下轄的選區，2023年設立，定為雙議席選區。

## 範圍
現時選區包括牛頭角南部、觀塘及晒草灣，南至將軍澳道，北連九龍灣、牛頭角及秀茂坪，西至觀塘避風塘，與其接壤的選區有觀塘東南、觀塘北、觀塘西以及九龍城區議會的九龍城北選區。
投票站設有十二個，分別位於觀塘官立小學、觀塘社區中心、晒草灣鄰里社區中心、迦南幼稚園(麗港城)、五邑司徒浩中學、天主教佑華小學、秀茂坪社區會堂、中華基督教會基智中學、瑞和街體育館、曉光街體育館、觀塘功樂官立中學、聖公會基顯小學。

## 沿革
2023年香港選舉改革將區議會所有單議席選區取消，觀塘區定為四個雙議席選區，共選出八席民選議員。觀塘中選區由原有單議席的觀塘中心、麗港城、景田、翠屏、曉麗、寶樂、月華、協康、康樂、定安選區合併而成。
2023年區議會選舉，估算人口有170,206人，選民有100,434人，吸引到四人參選。

## 歷屆議員
| 選區名稱 | 屆別           | 議員   | 政治聯繫 | 政治聯繫 | 議員   | 政治聯繫 | 政治聯繫      |
| -------- | -------------- | ------ | -------- | -------- | ------ | -------- | ------------- |
| 觀塘中   | 2024年－2027年 | 柯創盛 |          | 民建聯   | 馬軼超 |          | 新 新世紀論壇 |

## 歷屆選舉結果
| 政党   | 政党                | 候选人    | 票数   | %      | ± |
| ------ | ------------------- | --------- | ------ | ------ | - |
|        | 新世紀論壇/創建力量 | ①. 馬軼超 | 6,094  | 24.35% |   |
|        | 民建聯              | ②. 柯創盛 | 10,912 | 43.60% |   |
|        | 獨立                | ③. 張洛淋 | 5,797  | 23.16% |   |
|        | 獨立                | ④. 明偉傑 | 2,222  | 8.88%  |   |
| 多数票 | 多数票              | 多数票    | 4,818  |        |   |

## 資料來源
1. ↑   (PDF).   [2023年8月23日]. （原始内容 (PDF)存档于2023年10月20日） （繁体中文）.
2. ↑   (PDF).   [2023年11月17日].
3. ↑   (PDF). 選舉管理委員會. 2023-07-11  [2023-08-23]. （原始内容存档 (PDF)于2023-10-14）.
4. ↑   (PDF).   [2023-11-19]. （原始内容存档 (PDF)于2023-11-17）.
5. ↑   (PDF).   [2023-08-23]. （原始内容存档 (PDF)于2023-10-20）.
6. ↑   (PDF).   [2023-11-17]. （原始内容存档 (PDF)于2024-01-10）.